# Gare de Bakhmout
La gare de Bakhmout (en ukrainien : Бахмут (станція)) est une gare du Réseau ferré de Donetsk, elle est située en Ukraine.

## Situation ferroviaire
Elle se trouve sur la ligne Lyman-Mykitivka.

## Histoire
Elle fut mise en service en 1913, elle est aussi connue comme gare de Bakhmout II et Artemivsk II. La gare a été remaniée en 1953. Jusqu'en 1924 elle était le gare de Bakhmout, entre 1924 et 2016, gare d'Artemivsk.

## Service des voyageurs

### Desserte
Elle accueille des trains de voyageurs, depuis 2018 le train de nuit à grande vitesse Halychyna y stoppe, puis pour améliorer la desserte, depuis 2021 le train n°7096/7057 de Kharkiv s'y arrête.